# Erik Werner
Erik Werner (Amsterdam, 10 september 1981) is een Nederlandse diskjockey.

## Loopbaan
Op 16 december 1994 was hij voor het eerst te horen bij Betuwe Radio. Daarna volgden Logo Radio, Delta FM, SRC FM en Dalux FM.
In juli 2004 werd hij aangenomen als oproep-producer bij Radio 538. Hier kreeg hij ook de kans om de dj-school te volgen. Sinds december van dat jaar was Werner elke zondagnacht op Radio 538 te horen tussen 3 en 6 uur.
Vanaf september 2007 nam hij het programma Stappen met flappen op zaterdag- en zondagavond over door verschuivingen in de programmering. Dit presenteerde hij tot en met april 2008. Daarnaast viel Werner regelmatig in op diverse tijdstippen op Radio 538.
Op 29 december 2008 presenteerde hij zijn laatste programma bij de zender. Vanaf 6 maart 2009 presenteerde hij bij de lokale omroep Megastad FM een programma op vrijdagavond tussen 19 en 21 uur. Hier stopt hij in juli 2010.
Vanaf augustus 2010 was hij weer landelijk te horen als inval-dj bij Radio 10. Op 25 oktober 2014 kreeg hij een vast programma op Radio 10 op zaterdag van 16.00 tot 19.00 uur en vanaf begin 2015 kwam hier de Top 40 Gold op zondagmiddag van 16.00 tot 19.00 uur bij. Zo nu en dan viel Werner ook in op zusterstation 100% NL.
Vanaf september 2017 is Werner ook als inval-dj te horen bij Radio Veronica. Hij werkt hier tot februari 2021.
Sinds juli 2020 begint Werner als invaller bij Omroep Brabant. Hier neemt hij vooral in het weekend programma's over. Met ingang van februari 2022 maakt hij hier elke zondagmiddag van 14:00 - 17:00 Erik staat AAN. 

## Trivia
Erik introduceerde in 2008 op Radio 538 de term "Uit je panty gaan" als opvolger van "uit je plaat".
Bij Megastad FM draaide Erik als eerste Destine met "Stars" op de Nederlandse radio.